# هيئة تسوية الأراضي والمياه (فلسطين)
هيئة تسوية الأراضي والمياه الفلسطينية هي مؤسسة حكومية غير وزارية تأسست عام 2016، لتعنى بشؤون تسوية وتسجيل الأراضي والمياه في دولة فلسطين. عام 2025 تم دمجها ضمن صلاحيات سلطة الأراضي.

## التاريخ
كان لدى سلطة الأراضي الفلسطينية دائرة مختصة بأمور تسوية الأراضي والمياه حتى عام 2016، حيث أعطيت الاستقلالية المالية والإدارية.
تأسست هيئة تسوية الأراضي والمياه الفلسطينية بموجب القرار رقم (7) لعام 2016 والصادر عن رئيس دولة فلسطين محمود عباس.
بدأت حكومة محمد اشتية في 23 نوفمبر 2020 بدراسة الوضع القانوني لنحو 63 مؤسسة حكومية غير وزارية، وفي 4 يناير 2021، أُعلن عن إلغاء وإلحاق ودمج 30 مؤسسة حكومية غير وزارية، كان من ضمنها هيئة تسوية الأراضي والمياه حيث تقرر دمجها عند انتهاء أعمالها في سلطة الأراضي.
في عام 2025، قررت حكومة محمد مصطفى دمج الهيئة في سلطة الأراضي.

## مهامها الرئيسية
- إجراء أعمال المسح والتسوية للأراضي والمياه الفلسطينية.[6]
- تسجيل وتثبيت الحقوق للأفراد، وذلك لإثبات حق الملكية أو التصرف أو المنفعة.[7]
- مساعدة الهيئات المحلية في إعداد المخططات الهيكلية وترسيم الطرق.[8]

## وصلات خارجية
- الموقع الرسمي لهيئة تسوية الأراضي والمياه الفلسطينية